# الکس ریگتی
الکس ریگتی (ایتالیایی: Alex Righetti؛ زادهٔ ۱۴ اوت ۱۹۷۷) بازیکن بسکتبال اهل ایتالیا بود.
وی در مسابقات کشوری و بین‌المللی در مجموع برندهٔ ۱ مدال نقره، ۱ مدال برنز شده‌است.